# Ulysses (Band)
Ulysses ist eine international besetzte deutsche Progressive-Rock-Band aus den frühen 1990er Jahren. Sie waren Teil einer bunten Szene aus neuen Bands, Labels und Magazinen, die in dieser Zeit in Deutschland entstand, und sind somit Teil der dritten Welle von Progressive-Rock-Bands bzw. gehören der zweiten Generation von Neo-Progressive-Rock-Bands an, die im Abstand von einigen Jahren überall in Europa und den Vereinigten Staaten auf der Szene erschienen.

## Geschichte
Ulysses wurde 1990 von Ender Kilic (Bass), Mirko Rudnik (Gitarre), Andreas Simon (Schlagzeug) und Thomas Diehl (Keyboard) in Wiesbaden gegründet. Ihr Name nimmt sowohl Bezug auf den antiken griechischen Helden Odysseus als auch auf James Joyce’ bekanntestes Werk Ulysses.
Gemeinsam mit dem Dänen Jesper Stannow (Schlagzeug) und dem Australier Australian Gerard P. Hynes (Gesang), nahmen Ulysses im Dezember 1991 ihre ersten Studio-Demos auf. Nachdem Stannow die Band verlassen hatte, fand Ulysses in Robert Zoom ihren permanenten Schlagzeuger. In dieser Besetzung spielten sie in Clive Nolans (Arena, Pendragon, Shadowland) und Karl Grooms (Threshold) Thin Ice Studios in Maidenhead, England im Januar und April 1993 ihr Debütalbum Neronia ein. Gastsängerin auf zwei Stücken war Tracy Hitchings (Quasar, Strangers on a Train, Landmarq), sowie Cliff Orsi (ex-Arena) am Bass.
Ulysses’ Album Neronia war das erste Album einer deutschen Band, das auf Michael Schmitzs und Thomas Wabers renommiertem Label Inside Out Music veröffentlicht wurde, das seit 2015 zu Sony Music Entertainment gehört.
Mit ihrem neuen Sänger, Marc Jost, promoteten Ulysses das Album Neronia in ganz Europa und spielten vor ausverkauften Hallen und auf Festivals in Deutschland, Polen und den Niederlanden und eröffneten die Konzerte für Pendragon auf ihrer „The Window of Life“-Europatour 1994.
1995 spielten Ulysses im Finale des ältesten deutschen Rock-Nachwuchswettbewerbs, des 1822-Festivals.
Wegen eines drohenden Namensrechtstreites änderten Ulysses 1995 ihren Bandnamen in „Neronia“. Es folgten viele Besetzungswechsel, so dass erst im Jahr 2004 ein weiteres Album, "Nerotica" folgte.
Ende 2011 wurde das Ulysses-Album Neronia vom Rock Magazin Eclipsed in die Prog-Top-40 Deutschlands gewählt.
Anfang 2012 fanden sich Ulysses in der (fast) Originalbesetzung wieder zusammen und arbeiten als Ulysses Resurrection Project an neuen Veröffentlichungen.
Zum 30-jährigen Jubiläum der Erstveröffentlichung erschien im Oktober 2023 beim polnischen Label GAD Records/chickadisc ein remastertes und erweitertes 2CD-Set des Debütalbums der Band.

## Stil
Musikalisch war die Band weniger vom deutschen Krautrock beeinflusst, sondern orientierte sich zunächst stark an der zweiten Generation britischer Progressive-Rock Bands, wie z. B. Marillion, IQ oder Pendragon. Einige Rezensenten kategorisierten ihre Musik als Neo-Progressive Rock und empfanden eine musikalische Nähe zu Marillion, Galahad und Änglagård.
Ihre Musik ist sehr melodiebetont und integriert auch Folk-Elemente. Vorherrschend sind häufig abrupt wechselnde melancholische bis düstere Stimmungen, die in teilweise komplexen, ständig wechselnden Arrangements miteinander verwoben sind. Alle Mitglieder der Band komponieren selbst. Die unterschiedlichen musikalischen Hintergründe ermöglichen ein breiteres musikalisches Spektrum. Zu Beginn des 21. Jahrhunderts wurde der Stil immer gitarrenbetonter und näherte sich dem klassischen Hard- oder auch Melodic-Rock an.

## Diskografie

### Studioalben
- 1992: Ulysses (Ulysses/Eigenveröffentlichung; Cassette EP)
- 1993: Neronia (Ulysses/Pyramusic; CD-Album)
- 1994: Neronia (Ulysses/SPV/InsideOut; CD-Album)
- 1994: Neronia (Ulysses/Metal Mind Productions Records/Massacre Records; Cassette-Album)
- 2002: ohne Titel (Neronia/Nova Entertainment; CD-EP)
- 2003: Nerotica (Neronia/Nova Entertainment; CD-Album)
- 2023: Neronia 30th Anniversary Edition (Ulysses/GAD Records/chickadisc; 2CD-Set)[20][21]

### Kompilationen
- 1992: Music for a Better World (Bamot Island Film & Records) Ulysses – Teenage Sweethearts (Demo)
- 1992: The Secret World – Skelletons in the Cupboard II (Clive Nolan Fan Club Cassette-Sampler) Ulysses: Teenage Sweethearts (Demo)
- 1995: 1822-Rock Festival Finale 5. März 1995 (Frankfurter Sparkasse) Ulysses: She-Cat (live)
- 2004: Empire Art Rock 71 (Empire Music) Neronia – Drenched in Tears
- 2004: Music from Time and Space Vol. 8 (Eclipsed) Neronia – One Moment

### Musikvideos
- 1994: Forever Lost[22]